# Гниломёдов, Владимир Васильевич
Владимир Васильевич Гниломёдов (бел. Уладзімір Васільевіч Гніламёдаў; 26 декабря 1937, Кругель — 3 ноября 2024) — белорусский советский литературовед, критик, прозаик. Доктор филологических наук (1987), профессор (1991). Академик Национальной академии наук Республики Беларусь (2003; член-корреспондент — с 1994). Член Союза писателей СССР (1972). Заслуженный деятель культуры Республики Беларусь (2017).

## Биография
Родился 26 декабря 1937 года в крестьянской семье в деревне Кругель (ныне — Каменецкий район, Брестская область, Беларусь).
Окончил филологический факультет Брестского педагогического института имени А. С. Пушкина (1959). Служил в Советской Армии (1959—1961). Работал завучем Томашовского детского дома, учителем Комаровской средней школы Брестского района.
В 1965 году защитил кандидатскую диссертацию (Институт литературы им. Я. Купалы Академии наук Белорусской ССР; «Праблема традыцый і наватарства ў сучаснай беларускай лірыцы»). В 1987 году защитил докторскую диссертацию (Институт литературы им. Я. Купалы Академии наук Белорусской ССР; «Сучасная беларуская паэзія : творчая індывідуальнасць і літаратурны працэс»).
В 1962—1969 годах аспирант, младший научный сотрудник Института литературы имени Янки Купалы Академии наук Белорусской ССР. В 1969—1976 годах — инструктор отдела культуры, заведующий сектором художественной литературы ЦК КПБ. С 1976 года — заместитель директора Института литературы имени Янки Купалы Академии наук Белорусской ССР по научной работе. С 1977 года одновременно заведующий отделом Института литературы имени Янки Купалы АН Белорусской ССР. С 1998 года — директор, с 2006 года — главный научный сотрудник Института литературы имени Янки Купалы Национальной академии наук Беларуси. С 2008 года — главный научный сотрудник Института языка и литературы имени Якуба Коласа и Янки Купалы Национальной академии наук Беларуси. Умер 3 ноября 2024 года.

## Научная и педагогическая деятельность
Изучал историю, теорию и методологию белорусской литературы и литературной критики XX века, творчество Я. Купалы, Я. Коласа, М. Богдановича, И. Мележа, А. Кулешова, П. Бровки, М. Танка, А. Пысина, П. Панченко, В. Зуёнка.
Подготовил 14 кандидатов наук.

## Общественная деятельность
Входил в состав Правления Союза писателей Беларуси, входил в состав Общественного совета при Совете Министров Республики Беларусь.

## Художественное творчество
- роман бел. «Валошкі на мяжы» («Васильки на границе») (2004)
- роман бел. «Уліс з Прускі» («Улисс из Пруски») (2006)
- роман бел. «Расія» («Россия») (2007)
- роман бел. «Вяртанне» («Возвращение») (2008)
- роман бел. «Вайна» («Война») (2010)
- роман бел. «Пасля вайны» («После войны») (2015)

## Награды
Лауреат Литературной премии в области критики имени Владимира Андреевича Колесника за книгу «Янка Купала : Новы погляд» (1996) и премии Национальной академии наук Беларуси (2005).
Награждался орденом Франциска Скорины (2009), медалями.
Заслуженный деятель культуры Республики Беларусь (2017).